# Municipio de Baker (condado de Davison)
El municipio de Baker (en inglés: Baker Township) es un municipio ubicado en el condado de Davison en el estado estadounidense de Dakota del Sur. En el año 2010 tenía una población de 103 habitantes y una densidad poblacional de 1,1 personas por km².

## Geografía
El municipio de Baker se encuentra ubicado en las coordenadas 43°32′32″N 98°15′49″O / 43.54222, -98.26361. Según la Oficina del Censo de los Estados Unidos, el municipio tiene una superficie total de 93.72 km², de la cual 93,72 km² corresponden a tierra firme y (0 %) 0 km² es agua.

## Demografía
Según el censo de 2010, había 103 personas residiendo en el municipio de Baker. La densidad de población era de 1,1 hab./km². De los 103 habitantes, el municipio de Baker estaba compuesto por el 99,03 % blancos, el 0,97 % eran afroamericanos. Del total de la población el 0,97 % eran hispanos o latinos de cualquier raza.